# Bless Its Pointed Little Head
Bless Its Pointed Little Head è il primo album live pubblicato dai Jefferson Airplane, registrato al Fillmore East e West di New York tra ottobre e novembre 1968; pubblicato nel febbraio del 1969.

## Tracce
Lato A
1. Clergy (Jefferson Airplane) – 1:32
2. 3/5 of a Mile in 10 Seconds (Marty Balin) – 4:37
3. Somebody to Love (Darby Slick) – 3:46
4. Fat Angel (Donovan) – 7:29
5. Rock Me Baby (Trad., arr. Jefferson Airplane) – 7:40

Lato B
1. The Other Side of This Life (Fred Neil) – 6:35
2. It's No Secret (Balin) – 3:22
3. Plastic Fantastic Lover (Balin) – 3:40
4. Turn Out the Lights (Paul Kantner, Jack Casady, Jorma Kaukonen, Grace Slick, Spencer Dryden) – 0:58
5. Bear Melt (Kantner, Casady, Kaukonen, Slick, Dryden) – 11:06

Tracce aggiuntive edizione rimasterizzata
1. Today (Balin, Kantner) – 3:45
2. Watch Her Ride (Kantner) – 3:19
3. Won't You Try / Saturday Afternoon (Kantner) – 5:29

## Formazione
- Marty Balin – voce; basso in Fat Angel
- Jack Casady – basso; chitarra ritmica in Fat Angel
- Spencer Dryden – batteria, percussioni
- Paul Kantner – chitarra ritmica, voce; seconda chitarra solista in Fat Angel
- Jorma Kaukonen – chitarra solista; voce in Rock Me Baby
- Grace Slick - voce, armonie vocali

';Tecnici
- Al Schmitt – produttore
- Rich Schmitt – ingegnere del suono